# Євразія (Москва-Сіті)
Євразія (рос. Евразия) — хмарочос заввишки 309 м, розташований в Москві на території Московського міжнародного ділового центру.
Проєкт є офісно-рекреаційним комплексом на триповерховому подіумі, в якому розмістяться фітнес-центр і магазини. Також планується розмістити в будівлі офіси, які займуть 43 поверхів, загальною площею 85 000 м ² і житлові апартаменти. У будівлі буде парковка на 1000 автомобілів.
За задумом архітекторів, зовні вежа буде мати класичний вид в поєднанні з модерном. Зовні будівлі з боку вежі «Федерація» передбачається розмістити еркер трикутної форми.
«Євразія» єдина сталева вежа в «Москва-Сіті», всі решта з бетону.